# Canta América
Canta América es el segundo álbum de estudio de la cantante chilena María José Quintanilla editado el 2 de marzo de 2004. Es el segundo disco de la artista y "oficialmente" contiene 14 canciones clásicas del folklore latinoamericano. Sin embargo, "oculta" al final de la edición chilena del álbum existe una 15.ª canción que no aparece mencionada en los créditos ni en la información que acompaña al disco.

## Lista de canciones
1. Viva Chile
2. Canción con Todos
3. De Qué Manera Te Olvido
4. El Compañero Nuevo
5. Mi Tierra/Abriendo Puertas
6. No Tengo Dinero
7. Gracias a La Vida
8. Angelitos Negros
9. Me Nace del Corazón
10. La Muerte del Palomo
11. Dónde Estará Mi Vida
12. Amor Eterno/Te Sigo Amando/El Noa Noa
13. Preciosa/Lamento Borincano
14. La Jardinera (track oculto, El Noa Noa, solo edición chilena)